# Veľká lúka (Mała Fatra)
Veľká lúka (1476 m n.p.m.) – najwyższy szczyt tzw. Luczańskiej Małej Fatry w Centralnych Karpatach Zachodnich na Słowacji.

## Opis szczytu
„Wielka Łąka” (tak można by spolszczyć nazwę szczytu, co oddaje dobrze jego charakter) położona jest w głównym grzbiecie tego pasma, w jego centralnej części. Na wzniesieniu Kriżawy, ok. 1 km na północ od kulminacji szczytu „Wielkiej Łąki”, znajduje się wysoki maszt nadajnika radiowo-telewizyjnego, stanowiący charakterystyczną dominantę całego masywu.
Ze względu na budowę geologiczną masywu (nieprzepuszczalne podłoże ze skał krystalicznych) na grzbiecie występują liczne młaki i inicjalne torfowiska. Cały masyw w części okołogrzbietowej pokryty jest rozległymi łąkami górskimi, znanymi po stronie wschodniej, opadającej ku Kotlinie Turczańskiej jako Martinské hole (kiedyś nazwą tą określano całą Luczańską część Małej Fatry). Na grzbiecie, od wzniesienia Kriżawy na północy po bezimienną kotę 1466 m n.p.m. na południu dość rozległe łany kosodrzewiny.

## Turystyka
Veľká lúka jest dobrym punktem widokowym. Panorama stąd obejmuje nie tylko pobliskie kotliny: Turczańską i Żylińską czy grupy górskie Wielkiej Fatry i tzw. Krywańskiej części Małej Fatry, ale także szczyty Krywania w Tatrach Wysokich (na wschodzie) i Wielkiego Połomu w Beskidzie Morawsko-Śląskim (na północy).
Przez „Wielką Łąkę” biegnie, znakowany kolorem czerwonym, główny grzbietowy szlak turystyczny Luczańskiej Małej Fatry. Wyprowadzają nań również znakowane szlaki turystyczne ze wschodu (z Kotliny Turczańskiej) i z zachodu (z rejonu Rajeckich Cieplic). Wspomniane wyżej młaki stanowią po większych opadach utrudnienie przy korzystaniu ze szlaku grzbietowego.

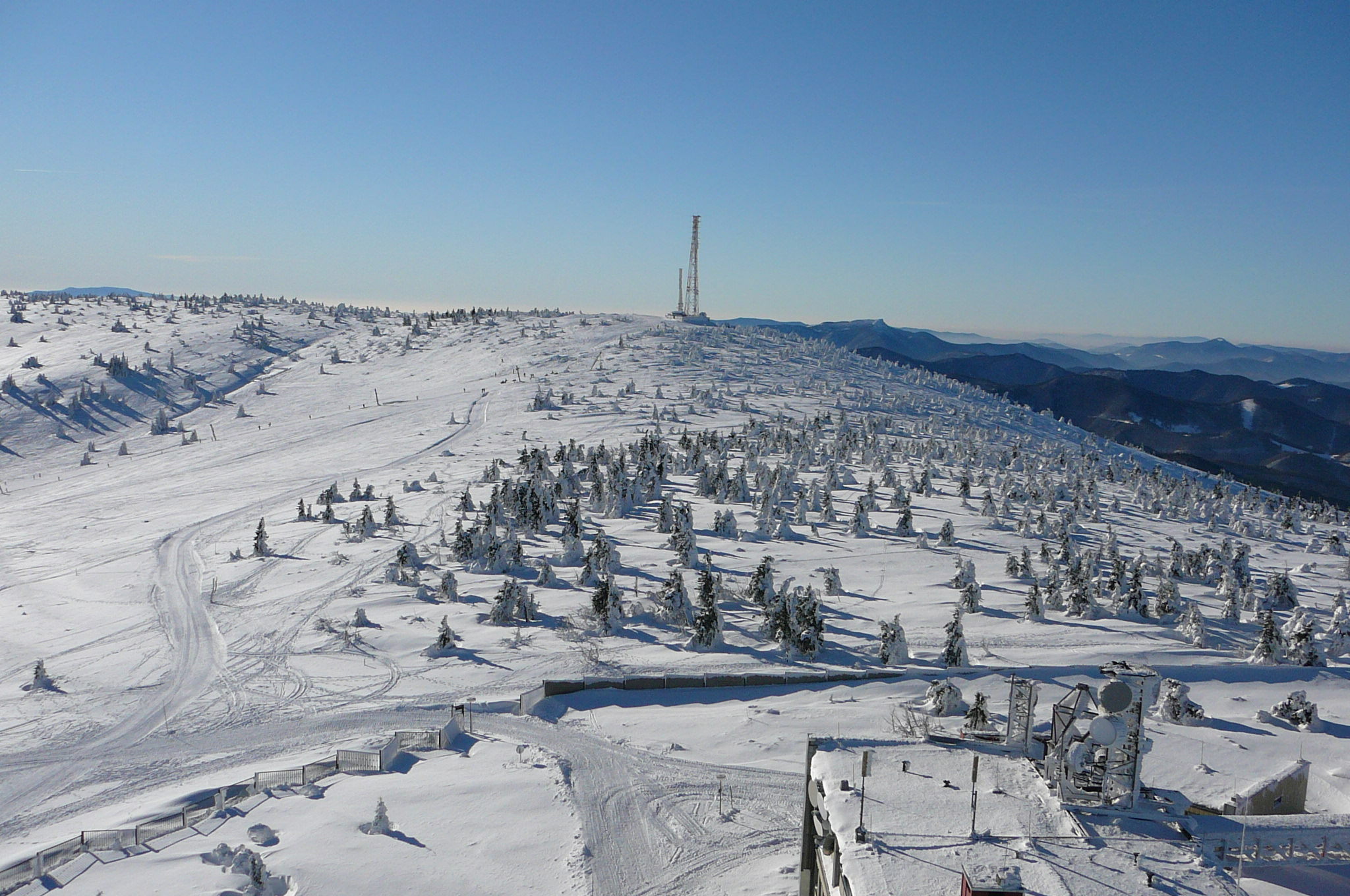
Veľká lúka zimą

## Bibliografia

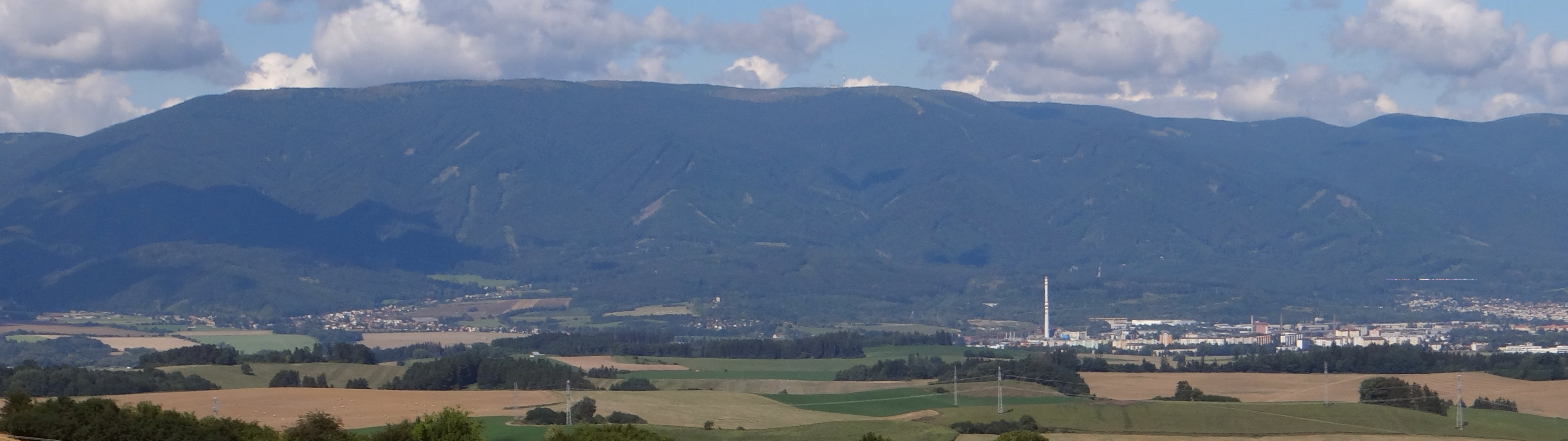
Widok na masyw z wsi Diakova